# Парандры
Парандры (лат. Parandra) — наиболее примитивный род жуков из семейства Усачи (Cerambycidae).

## Признаки рода

### Имаго
Характерные признаки рода: лоб горизонтальный, глаза слабо выемчатые, поперечные, сильно гранулированные, усики прикреплены непосредственно перед глазами, схожи у обоих полов, короткие, состоят из 11 члеников, приблизительно одинаковых по длине (только 2 й членик заметно короче других), начиная с 3-го членика и кончая 11-м, имеют на внутренней стороне по две пороносных ямки, челюсти самца и самки различны по строению. Язычок роговой очень широкий. Заднегрудь широкая, с параллельными краями. Голени сжаты, угловатые, на вершине с зубцами. Наиболее характерен по своей примитивности следующий признак: лапки пятичлениковые, причем 4-й членик только вдвое короче 3-го.

### Личинка
Тело удлинено, мясистое, белое.
Голова более удлинённая, её затылочное отверстие разделено широким склеротизованим мостиком пополам. Челюсти с двумя зубцами: длинным вентральным и коротким дорсальным. Усики 3-членниковые, их 2-й членик без сенсилл. Наличник широкий, верхняя губа удлинена, склеротизована, кожистая. Глаза отсутствуют — прогрессивный признак.
Пронотум отороченный латеральными гранулами. Ноги отсутствуют, что является прогрессивным признаком.
Брюшко 9-и члениковое, 9-й членик длиннее 8-го и без склеротизованих крючков.

## Распространение и виды
Род насчитывает около 35 видов, распространенных преимущественно в неарктической и неотропической областях; имеются представители в австралийской и индо-малайской фауне, а также и в Африке.
Развиваясь за счет древесины и нередко являясь весьма обычными и многочисленными, некоторые виды Parandra наносят повреждения технического характера. Некоторые американские виды (Parandra glabra, Parandra brunnea) давно зарегистрированы в качестве вредителей технической древесины.
В палеарктической области род Parandra представлен одним видом — Парандра каспийская (Parandra caspia).

### Систематика и перечень видов
- Род: Parandra Latreille, 1804
  - Подрод: Birandra Santos-Silva, 2002
    - Вид: Parandra lucanoides Thomson, 1861
    - Вид: Parandra mariahelenae Santos-Silva, 2002
    - Вид: Parandra punctata White, 1853
    - Вид: Parandra sylvaini Tavakilian, 2000

  - Подрод: Parandra Latreille, 1804
    - Вид: Parandra angulicollis Bates, 1892
    - Вид: Parandra antioquensis Cardona-Duque, Santos-Silva & Wolff, 2007
    - Вид: Parandra araucariae Gressitt, 1959
    - Вид: Parandra austrocaledonica Montrouzier, 1902
    - Вид: Parandra capicola Thomson, 1860
    - Вид Parandra caspia
    - Вид: Parandra cribrata Thomson, 1861
    - Вид: Parandra cubaecola Chevrolat, 1862
    - Вид: †Parandra florissantensis (Wickham, 1920)
    - Вид: Parandra formosana Miwa & Mitono, 1939
    - Вид: Parandra frenchi Blackburn, 1895
    - Вид: Parandra gabonica Thomson, 1857
    - Вид: Parandra heterostyla Lameere, 1902
    - Вид: Parandra janus Bates, 1875
    - Вид: Parandra laevis Latreille, 1804
    - Вид: Parandra lanyuana Hayashi, 1981
    - Вид: Parandra lata Bates, 1884
    - Вид: Parandra morettoi Adlbauer, 2004
    - Вид: Parandra passandroides Thomson, 1867
    - Вид: Parandra pinchoni Villiers, 1979
    - Вид: Parandra puncticeps Sharp, 1900
    - Вид: Parandra shibatai Hayashi, 1963
    - Вид: Parandra solomonensis Arigony, 1983
    - Вид: Parandra striatifrons Fairmaire, 1879
    - Вид: Parandra tavakiliani Santos-Silva, 2002
    - Вид: Parandra vitiensis Nonfried, 1894